# Bohdalice-Pavlovice
Obec Bohdalice-Pavlovice se nachází v okrese Vyškov v Jihomoravském kraji. Leží 9 km jižně od Vyškova při silnici Vyškov – Bučovice. Nachází se v kopcovitém terénu 296 m n. m. Obec vznikla sloučením v roce 1964. Žije zde 971 obyvatel.

## Historie

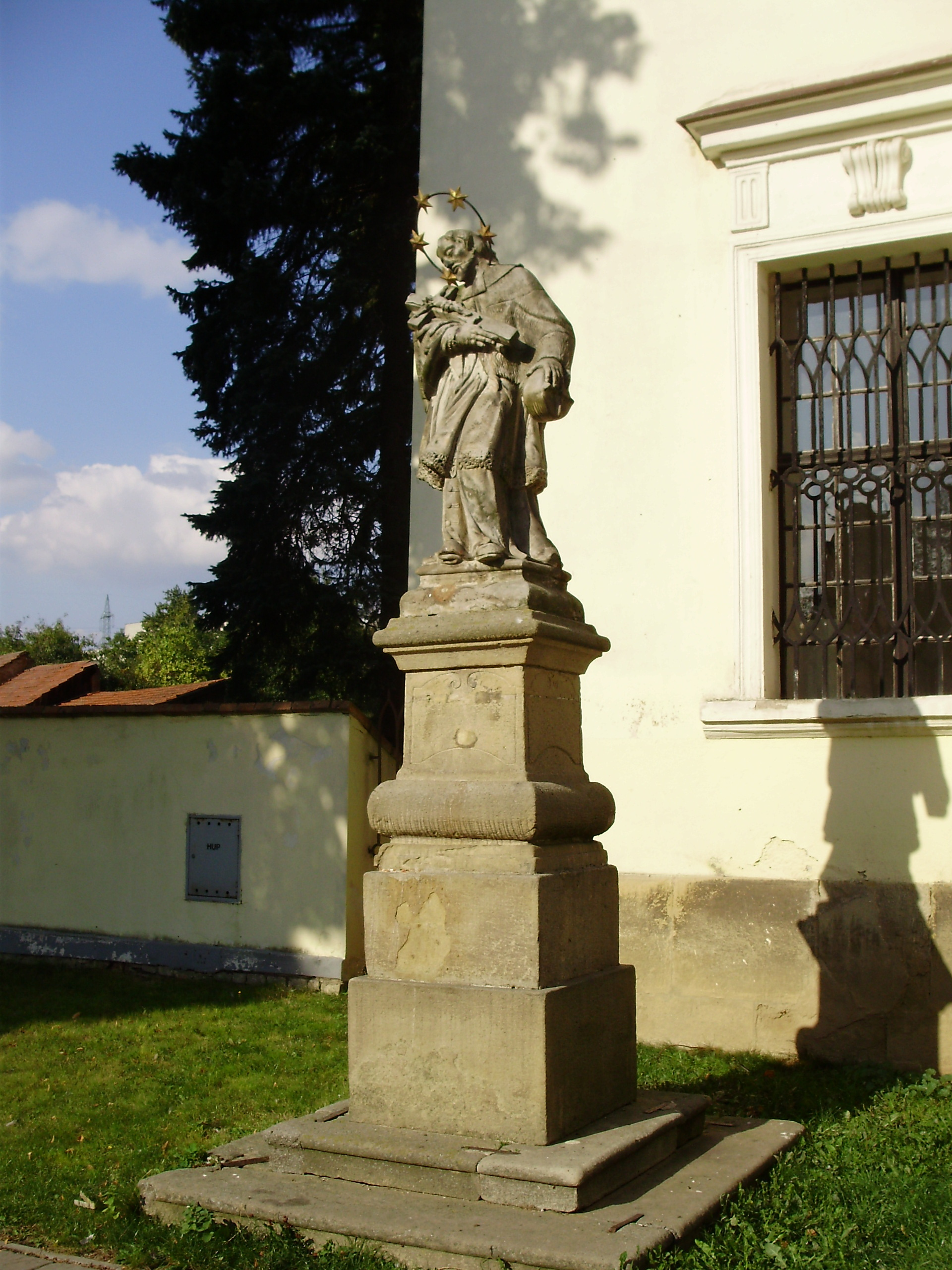
Barokní socha Jana Nepomuckého před kostelem

Historie Bohdalic je doložena od roku 1337, kdy se podle nich jmenuje Vojtěch z Bohdalic (Wocechonis de Bochdalicz). V roce 1371 jsou Pavlovice jmenovány jako majetek Protivce z Pavlovic. V roce 1964 došlo ke sloučení Bohdalic s Pavlovicemi v jednu obec, nesoucí název Bohdalice-Pavlovice.

## Obyvatelstvo

### Struktura
V obci k počátku roku 2016 žilo celkem 856 obyvatel. Z nich bylo 430 mužů a 426 žen. Průměrný věk obyvatel města dosahoval 40,7 let. Dle Sčítání lidu, domů a bytů, provedeného v roce 2011, žilo v obci 815 lidí. Nejvíce z nich bylo (16,1 %) obyvatel ve věku od 30 do 39  let. Děti do 14 let věku tvořily 15,6 % obyvatel a senioři nad 70 let úhrnem 6,1 %. Z celkem 688 občanů obce starších 15 let mělo vzdělání 41 % střední vč. vyučení (bez maturity). Počet vysokoškoláků dosahoval 7,4 % a bez vzdělání bylo naopak 0 % obyvatel. Z cenzu dále vyplývá, že ve městě žilo 420 ekonomicky aktivních občanů. Celkem 87,6 % z nich se řadilo mezi zaměstnané, z nichž 66,9 % patřilo mezi zaměstnance, 0 % k zaměstnavatelům a zbytek pracoval na vlastní účet. Oproti tomu celých 44,2 % občanů nebylo ekonomicky aktivní (to jsou například nepracující důchodci či žáci, studenti nebo učni) a zbytek svou ekonomickou aktivitu uvést nechtěl. Úhrnem 365 obyvatel obce (což je 44,8 %), se hlásilo k české národnosti. Dále 218 obyvatel bylo Moravanů a 10 Slováků. Celých 172 obyvatel města však svou národnost neuvedlo. Ke dni 25. 2. 2008 zde žilo 809 obyvatel, z toho 405 mužů a 404 žen.
Vývoj počtu obyvatel za celou obec i za jeho jednotlivé části uvádí tabulka níže, ve které se zobrazuje i příslušnost jednotlivých částí k obci či následné odtržení.
| Místní části (rok přičlenění k obci) | Místní části (rok přičlenění k obci) | 1869 | 1880 | 1890 | 1900 | 1910 | 1921 | 1930 | 1950 | 1961 | 1970 | 1980 | 1991 | 2001 | 2011 |
| ------------------------------------ | ------------------------------------ | ---- | ---- | ---- | ---- | ---- | ---- | ---- | ---- | ---- | ---- | ---- | ---- | ---- | ---- |
| Počet obyvatel                       | část Bohdalice                       | 337  | 361  | 454  | 461  | 444  | 432  | 415  | 372  | 433  | 382  | 424  | 464  | 468  | 473  |
| Počet obyvatel                       | část Manerov                         | 180  | 204  | 193  | 187  | 220  | 215  | 185  | 183  | 252  | 245  | 224  | 206  | 206  | 190  |
| Počet obyvatel                       | část Pavlovice (1964)                | 240  | 261  | 255  | 272  | 293  | 310  | 258  | 247  | 270  | 239  | 189  | 150  | 136  | 152  |
| Počet obyvatel                       | celá obec                            | 757  | 826  | 902  | 920  | 957  | 957  | 858  | 802  | 955  | 866  | 837  | 820  | 810  | 815  |
| Počet domů                           | část Bohdalice                       | 48   | 50   | 55   | 57   | 59   | 62   | 68   | 88   | 150  | 97   | 102  | 92   | 112  | 119  |
| Počet domů                           | část Manerov                         | 36   | 39   | 40   | 41   | 41   | 40   | 41   | 49   | –    | 52   | 53   | 70   | 69   | 68   |
| Počet domů                           | část Pavlovice (1964)                | 54   | 56   | 57   | 57   | 63   | 65   | 70   | 73   | 69   | 62   | 54   | 75   | 78   | 79   |
| Počet domů                           | celá obec                            | 138  | 145  | 152  | 155  | 163  | 167  | 179  | 210  | 219  | 211  | 209  | 237  | 259  | 266  |

### Náboženský život
Obec je sídlem římskokatolické farnosti Bohdalice. Ta je součástí slavkovského děkanství – Brněnské diecéze v Moravské provincii. Farním kostelem je kostel Nanebevzetí Panny Marie. Místním knězem je Mgr. Bc. Jan Hanák. V těsné blízkosti kostela stojí farní budova z roku 1848, jejíž výstavbu financoval Michal Josef Manner. Při censu, prováděném v roce 2011, se 261 obyvatel obce (32 %) označilo za věřící. Z tohoto počtu se 204 hlásilo k církvi či náboženské obci, a sice 171 obyvatel k římskokatolické církvi (21 % ze všech obyvatel obce), dále 2 k Církvi československé husitské. Úhrnem 238 obyvatel se označilo bez náboženské víry a 316 lidí odmítlo na otázku své náboženské víry odpovědět.

## Obecní správa a politika

### Zastupitelstvo a starosta
Obec je součástí Jihomoravského kraje a okresu Vyškov. V místních volbách se volí 15 členů obecního zastupitelstva, kteří poté ze svých řad vybírají pětičlennou obecní radu, starostu a místostarostu. Při volbách do obecního zastupitelstva na funkční období 2006–2010 byla v Bohdalicích-Pavlovicích volební účast 58,64 % s následujícími výsledky (obecní radu později vytvořili zástupci ČSSD, KDU-ČSL, Moravané a NEZÁVISLÍ):
| Volby 2006 | Počet hlasů | Počet mandátů |
| ---------- | ----------- | ------------- |
| KDU-ČSL    | 1370        | 5             |
| ČSSD       | 1360        | 4             |
| Moravané   | 1302        | 4             |
| NEZÁVISLÍ  | 684         | 2             |

Starostou pro funkční období 2006–2010 byl zvolen Mgr. Jan Hrežo z KDU-ČSL a místostarostkou Mgr. Dagmar Maňhalová z ČSSD.
Starosty obce Bohdalice-Pavlovice byli: Václav Krajtl (1964–1975, předtím od roku 1960 starostou Bohdalic), František Vlček (1975–1990), Zdeněk Ševčík (1990–1998), Jiří Doupovec (1998–2006), Mgr. Jan Hrežo (od roku 2006).

### Části obce
Obec se skládá ze tří částí, které leží na dvou katastrálních územích:
- k. ú. Bohdalice – části Bohdalice a Manerov
- k. ú. Pavlovice – část Pavlovice

### Znak a vlajka
Obecní znak a prapor byl Bohdalicím-Pavlovicím udělen usnesením Poslanecké sněmovny dne 2. listopadu 2001. Popis znaku zní: V červeno-modře děleném štítě nahoře lilie a vyrůstající obrněný muž se sekyrou přes rameno, vše stříbrné, dole kosmo položená stříbrná radlice šikmo podložená stříbrným postaveným mečem se zlatým jílcem. Popis vlajky zní: List tvoří tři vodorovné pruhy, červený s bílou lilií v žerďové části, bílý a modrý. Poměr šířky k délce listu je 2:3.

## Pamětihodnosti
- Farní kostel Nanebevzetí Panny Marie v empirovém slohu postavený v letech 1807 až 1814
- Bohdalický zámek je klasicistní budova z první čtvrtiny 19. století stojící na původním místě renesanční tvrze.
- Kamenný kříž u kostela z roku 1845
- Barokní socha sv. Jana Nepomuckého z 1. poloviny 18. století
- Barokní boží muka z konce 18. století (na cestě do Kučerova)
- Smírčí kříž stojící při cestě do Kučerova